# Prionapteryx albescens
Prionapteryx albescens là một loài bướm đêm trong họ Crambidae.